# Осадонакопичення

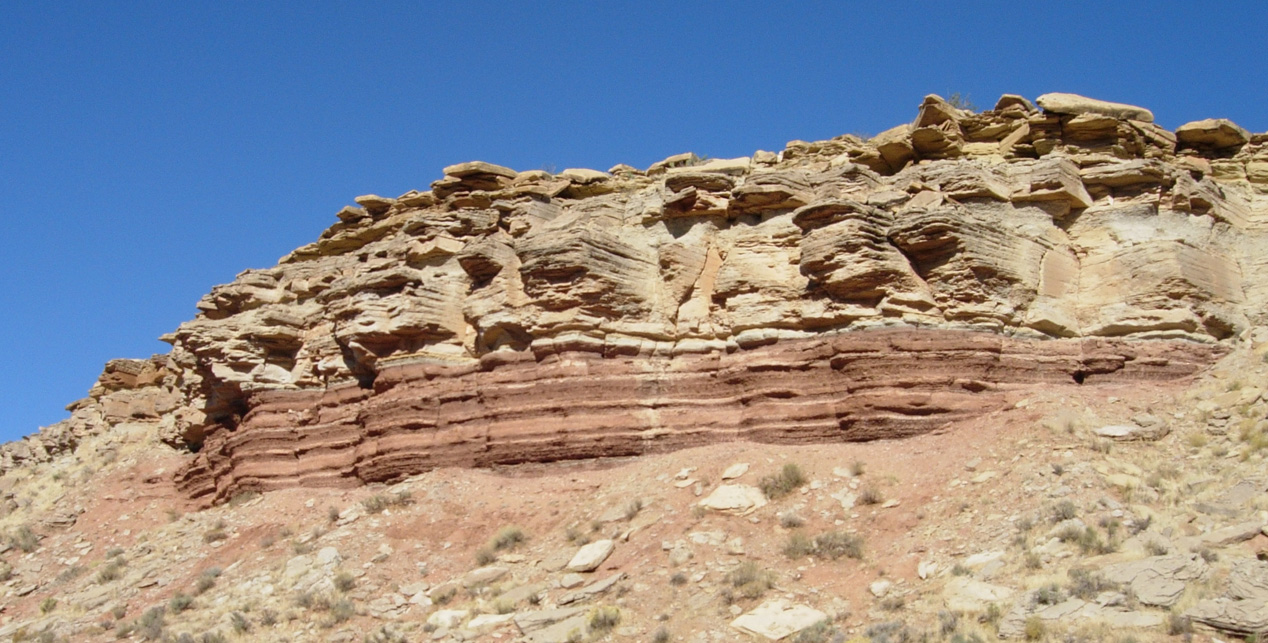
Осадові породи. Середній тріас. Юта, США.

Осадонакопичення — процес взаємодії поверхневих геосфер Землі — атмосфери, гідросфери і літосфери за участю різних організмів (біосфери), який веде до утворення осадів на поверхні суші, в річках, озерах, морях, океанах.

## Загальний опис
Джерело енергії для процесу осадконакопичення — сонячна радіація, що трансформується на поверхні Землі і у водних басейнах в різні біологічні і геологічні процеси. Джерелом речовини для утворення осадів є продукти вивітрювання і перемиву порід суші, берегів водних басейнів, життєдіяльності організмів, вулканічних вивержень і матеріалу, що надходить із космосу.
Масштаби континентального осадконагромадження різко обмежені за площею і приурочені, головним чином, до понижень у рельєфі – міжгір’їв, озер, долин річок, боліт тощо. Розповсюдження різних за складом та умовами утворення континентальних відкладів залежить від клімату. Для областей зі спекотним аридним кліматом характерними є еолові й сольові відклади; для рівнин із вологим гумідним кліматом – алювіальні, делювіальні, елювіальні, озерно-болотяні відклади; для областей материкового зледеніння – моренні, флювіогляціальні, озерно-льодовикові відклади. 
В океанах, що за площею перевищують сушу майже вдвічі, осадконагромадження відбувається майже повсюдно. У мілководних зонах переважають теригенні (уламкові) відклади, які характеризуються значною товщиною осадків, різноманітністю їхнього складу і великою кількістю фауни. У глибоководних зонах розвинуті тонкі глинисті мули та відклади решток планктону. Морські відклади, як і континентальні, також залежать від кліматичних умов. Так, для теплих морів із нормальною солоністю характерними є коралові мули та рифи, для холодних морських вод – відклади діатомових мулів і т. ін.

## Перерва у осадонакопиченні
Перерва у осадонакопиченні (рос. перерыв в осадконакоплении, англ. break in sedimentation, stratigraphical lacuna; нім. Sedimentationslücke f) — проміжок часу, протягом якого на тій чи іншій ділянці осади не накопичувалися. Як правило, супроводжується розмивом раніше накопичених відкладів або утворенням кори вивітрювання.

## Ритмічність осадонакопичення
Ритмічність осадонакопичення (рос. ритмичность осадконакопления, англ. rhythm (rhythmicity) of sedimentation; нім. Rhythmik f der Sedimentanhäufung (Sedimentation)) — відносно рівномірне повторення практично однакових або близьких умов осадонакопичення, внаслідок чого утворюються ритмічно-шаруваті осадові поклади (фліш). Ритмічність, як правило, обумовлюється тектонічними і кліматичними факторами.